# Eva Bayer-Fluckiger
Eva Bayer-Fluckiger (née le 25 juin 1951) est une mathématicienne suisse de l'École polytechnique fédérale de Lausanne, qui travaille dans les domaines de l'algèbre et de la théorie des nombres.

## Biographie
Bayer-Fluckiger fait ses études à l'Université de Genève où elle obtient en 1978 son doctorat sous la direction de Michel Kervaire, avec une thèse intitulée Finitude du nombre des classes d’isomorphisme des structures isométriques entières de polynôme minimal semi-simple,. Elle est chercheuse invitée à l'Institute for Advanced Study en 1983-1984. De 1984 à 1987, elle est professeur invité à l'Institut des hautes études scientifiques et en 1986-1987 au Mathematical Sciences Research Institute. De 1988 à 2001, elle est chargée, puis directrice de recherche au CNRS, affectée à l'université de Franche-Comté. Depuis 2001, elle est professeur à l'École polytechnique fédérale de Lausanne (EPFL).

## Recherches
Elle a travaillé sur plusieurs sujets en topologie, algèbre et théorie des nombres, notamment en théorie des nœuds, les réseaux, les formes quadratiques. Elle a prouvé avec Raman Parimala la conjecture de Serre II (en) pour les groupes classiques sans facteur D4 trialitaire, qui concerne la cohomologie galoisienne.
Elle donne également régulièrement des conférences sur ses sujets de recherche, à destination du grand public et du public scolaire, comme des congrès MATh.en.JEANS,.

## Prix et distinctions
En 1983 elle est lauréate du prix Vacheron-Constantin et en 2001 du prix Merian de l'Académie royale néerlandaise des arts et des sciences. En 2003 elle est professeur invité « Emmy-Noether » de l'université de Göttingen.
En 1987 elle est membre fondatrice du Comité « Femmes & Mathématiques » en France où elle siège jusqu'en 1991. De 1990 à 1996 elle est présidente du groupe Femmes & Mathématiques de la Société mathématique européenne. De 1993 à 1995, elle est membre du comité directeur de la Société mathématique de France.

## Publications choisies
- Eva Bayer-Fluckiger, Finitude des classes d'isomorphisme des structures isométriques entières de polynome minimal semi-simple (thèse de doctorat dirigée par Michel Kervaire), Université de Genève, 1979, 86 p.
- Eva Bayer-Fluckiger, « Higher dimensional simple knots and minimal Seifert surfaces », Commentarii Mathematici Helvetici, vol. 58, no 4,‎ 1983, p. 646-655 (MR 0728458)
- Eva Bayer-Fluckiger, « Indecomposable knots and concordance », Mathematical Proceedings of the Cambridge Philosophical Society, vol. 93, no 3,‎ 1983, p. 495-501 (MR 0698353)
- Eva Bayer-Fluckiger, « Definite unimodular lattices having an automorphism of given characteristic polynomial », Commentarii Mathematici Helvetici, vol. 59,‎ décembre 1984, p. 509-538 (DOI 10.1007/BF02566364)
- Eva Bayer-Fluckiger et Neal W. Stoltzfus, « Stably hyperbolic ε-Hermitian forms and doubly sliced knots », Journal für die reine und angewandte Mathematik, vol. 366,‎ 1986, p. 129-141 (MR 0833015)
- Eva Bayer-Fluckiger (rédaction), Groupes linéaires modulo p et points d'ordre fini des variétés abéliennes : notes du cours de Jean-Pierre Serre au Collège de France, janvier-mars 1986, 119 p. (lire en ligne)
- Eva Bayer-Fluckiger, « Réseaux unimodulaires », Sém. Théor. Nombres Bordeaux, 2e série, vol. 1, no 1,‎ 1989, p. 189-196 (MR 1050274)
- Eva Bayer-Fluckiger et Hendrik Lenstra, « Forms in odd degree extensions and self-dual normal bases », American Journal of Mathematics, vol. 112,‎ 1990, p. 359-373 (MR 1055648)
- Eva Bayer-Fluckiger, Daniel B. Shapiro et Jean-Pierre Tignol, « Hyperbolic involutions », Mathematische Zeitschrift, vol. 214,‎ 1993, p. 461-476
- Eva Bayer-Fluckiger et Jean-Pierre Serre, « Torsions quadratiques et bases normales autoduales », Amer. J. Math., vol. 116, no 1,‎ 1994, p. 1-63
- Eva Bayer-Fluckiger et Raman Parimala, « Galois cohomology of the classical groups over fields of cohomological dimension ≤2 », Inventiones mathematicae, Springer, vol. 122,‎ 1995, p. 195-229 (DOI 10.1007/BF01231443)
- Eva Bayer-Fluckiger et Raman Parimala, « Classical groups and the Hasse principle », Annals of Mathematics, Princeton University, 2e série, vol. 147, no 3,‎ mai 1998, p. 651-693 (DOI 10.2307/120961)
- Eva Bayer-Fluckiger (éd.), David Lewis (éd.) et Andrew Ranicki (éd.), Quadratic forms and their applications : Proceedings of the conference, University College Dublin, Ireland, July 5–9, 1999, vol. 272, Providence, RI, American Mathematical Society, coll. « Contemporary Mathematics », 2000, xiii+311 (zbMATH 0956.00036)
- Eva Bayer-Fluckiger (article écrit à la suite de la conférence le 10 mai 2006 à la BnF dans le cadre du cycle Un texte, un mathématicien proposé par la SMF et la BnF, en partenariat avec France Culture et Tangente), « Hermann Minkowski, Grand prix de l'Académie des sciences à dix-huit ans », Tangente,‎ 2006, p. 14-17 (lire en ligne)